# John Sheridan (Musiker)
John Sheridan (* 20. Januar 1946 in Columbus (Ohio); † 24. August 2021) war ein US-amerikanischer Musiker (Piano, Arrangement) des Mainstream Jazz.

## Leben und Wirken
Sheridan begann im Alter von acht Jahren mit dem Klavierunterricht; kurz darauf hatte er Gelegenheit, die Benny Goodman Band zu erleben. Darauf wurden Jess Stacy und Teddy Wilson seine ersten großen Vorbilder, es folgten Swingmusiker wie Fats Waller, Ralph Sutton, Joe Sullivan, Earl Hines, Gene Schroeder, Dick Hyman, Dave Bowman und Billy Maxted. Mit 13 Jahren gründete er mit Klassenkameraden von der Junior High School eine erste Band. Während seiner College-Jahre arbeitete er in Columbus hauptsächlich mit kommerziellen Bands zusammen, wie das Howard Everitt Quartet und das Ray Cincione Orchester. Nach seinem Bachelor-Abschluss an der Capitol University 1968 ging er als Zeitsoldat zur Kriegsmarine und spielte schließlich in der US Navy Band in Washington (DC), wo er bis zu der Entlassung 1972 diente. Nach seiner Entlassung zog Sheridan nach Dallas und begann ein Studium an der North Texas State University in Denton. Seit 1973 war er zugleich Mitglied in Tommy Loys Upper Dallas Jazz Band, mit der 1976 auch Aufnahmen entstanden. Von 1974 bis 1978 fungierte er als Pianist für die Casa Mañana Summer Musicals in Fort Worth (Texas).
Nach seinem Wechsel zu Jim Cullums Happy Jazz Band lernte Sheridan Allan Vaché, Randy Reinhart und Allans Bruder Warren Vaché kennen, mit denen er in den nächsten vierzig Jahren spielen sollte. Mit Cullums Band ging er auf eine Europatournee, bei der er in Hannover und beim Breda Jazz Festival gastierte. Er trat auch auf dem St. Louis Ragtime Festival und dem JVC Jazz Festival auf, ab 1989 in der Show Sacramento Jazz Jubilee. 2003 verließ Sheridan die Jim Cullum Jazz Band, um andere musikalische Projekte zu verfolgen, darunter die Arbeit auf Jazzpartys und Kreuzfahrten. Neben Klavierspielen, Arrangieren (und gelegentlichem Singen) leitete er die Dream Band, mit der er fünf Alben für das Label Arbors Records aufnahm.  Weiterhin veröffentlichte er mehrere Solo- und Trio-Alben unter eigenem Namen.
Sheridan verfasste Arrangements und begleitete die Sängerin Rebecca Kilgore; auch arbeitete er mit Scott Hamilton, Wycliffe Gordon, Jake Hanna, Ralph Sutton, Yank Lawson und Dick Hyman und nahm mit Banu Gibson, Dan Barrett, John Cocuzzi und Jeff Barnhart auf. 2011 kehrte er zur Jim Cullum Band zurück, kurz bevor die Band ihr langjähriges Domizil, The Landing am Riverwalk in San Antonio, verließ. Nach dem Verlassen von The Landing verkleinerte sich das siebenköpfige Ensemble zu einem Quartett und trat an mehreren Veranstaltungsorten in San Antonio auf, darunter Bohanan’s, Boardwalk Bistro und Tucker’s. Als Cullum 2019 verstarb, arbeitete Sheridan weiter mit Cullum-Alumni, darunter Mike Pittsley und Kevin Hess, außerdem mit dem Bassisten Chuck Moses, bis er wegen gesundheitlichen Problemen nach einer Krebserkrankung seine Karriere beenden musste.
Im Bereich des Jazz war er laut Tom Lord zwischen 1976 und 2010 an 122 Aufnahmesessions beteiligt, neben zahlreichen Alben von Jim Cullum, Jr. auch mit Allen Vaché, Cullen Offer (The Swingin' Texas Tenor), Evan Christopher, Sebastian Campesi, Duke Heitger, John Allred/Wycliffe Gordon, Bobby Gordon/Bob Wilber, Brooks Tegler, zuletzt mit John Cocuzzi.

## Diskographische Hinweise
- Two Sleepy People mit Dan Barrett (Arbors, 1996)
- Something Tells Me (Arbors, 1997)
- Marty Erickson & John Sheridan: My Very Good Friend  (Walking Frag, 1997)
- They Can't Take That Away from Me (Arbors, 1999) solo
- John Sheridan and His Dream Band: Dream Band, Make Me Dream Some More (1999), mit Randy Reinhart, Dan Barrett, Ron Hockett, Brian Ogilvie, Reuben Ristrom, Phil Flanigan, Jeff Hamilton, Rebecca Kilgore
- Dick Hyman & John Sheridan: Forgotten Dreams (Arbors, 2002)
- John Sheridan and His Dream Band Featuring Becky Kilgore: Get Rhythm in Your Feet (2002)
- Around the World with Jeff Barnhart and John Sheridan (Summit World Jazz, 2003)
- John Sheridan & Jeff Barnhart: Echoes of Ralph (2003)
- Artistry3 (Arbors, 2004) mit Dave Stone, Tony DeNicola
- Embraceable You mit John Cocuzzi (Arizona Cactus World Jazz, 2006)